# الأحكام البهائية

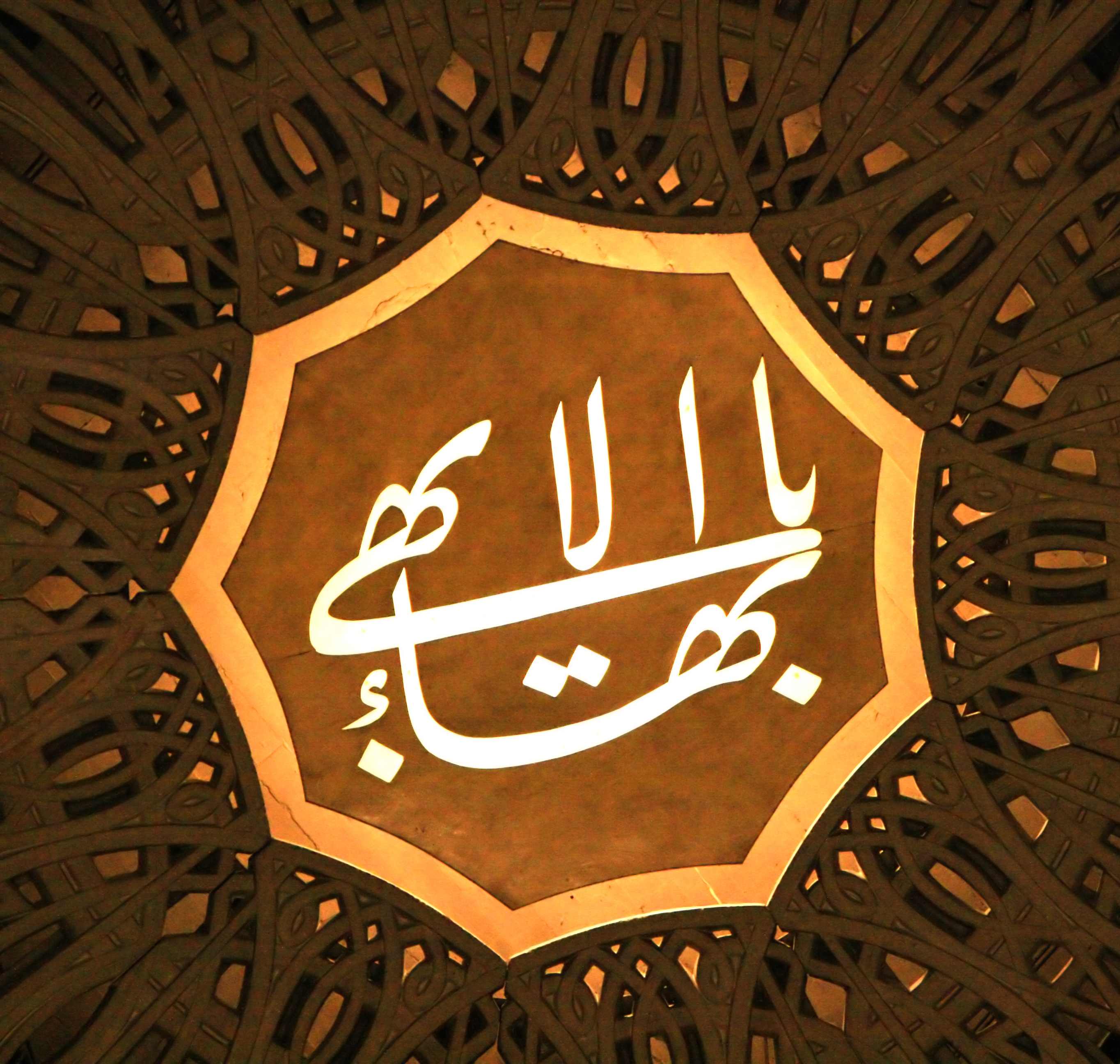
الاسم الأعظم- يظهر في أعلى قبة معبد البهائيين في ويلميت - إلينوي

بحسب الاعتقادات البهائية، تتكون الأحكام من بعدين متكامليلان. يتضمن أحد الأبعاد الأحكام الأخلاقية التي لا تتغير بمرور الوقت، وتكون مشتركةً بين الأديان كافةً؛ مثل الدعوة إلى الصدق والنزاهة والكرم وغيرها. أما البعد الآخر، يشمل الأحكام التي تهدف إلى تنظيم الحياة الاجتماعية، والتي يمكن تغيير بعضها بمرور الوقت، مثل الأحكام المتعلقة بالزواج والإرث وغيرها. على الرغم من أن العديد من القوانين الواردة في «الكتاب الأقدس» قابلةٌ للتطبيق في المجتمع الحديث، إلا أن بهاء الله سمح بتطبيق قوانين جديدة وفقًا لمتطلبات العصر، وهذه الشرائع تنبثق وتتغير تدريجياً بتطور البشرية. مراعاة الأحكام الشخصية كالصوم والصلاة، في حين هي فرضٌ على الجميع، تُعتبر واجباتٍ شخصيةٌ. ولا يعتبر بهاء الله الأحكام حكماً، أو إطارًا عقابيًا لغرض تنفيذ الحكم أو العقوبة، بل تعتبر الأحكام جزءًا أساسيًا من تقدم الإنسان الروحي ودليل سلوكه العرفاني.

## مفهوم الأحكام في البهائية
في كتابات بهاء الله، لم يتم تقديم الأحكام والحدود كمجموعةٍ من الأوامر والنواهي التي يجب مراعاتها خوفًا من العقاب الإلهي، أو طمعًا بالثواب والنعيم الأبدي، أو إطارًا جزائيًا لتنفيذ الحكم أو العقوبة، وإنما يعتبر بهاء الله الأحكام والوصايا جزءًا لا يتجزأ من التقدم الروحي للإنسان. بيّن بهاء الله بأنَّ الأحكام والحدود هي الأساس الذي يُبنى عليه المجتمع الإنساني بأكمله وبدونها يستحيل قيام النظام، وإذا انعدم النظام لا يمكن إيجاد إطارٍ يجمع بداخله النشاطات الروحية والثقافية والعلمية والفكرية التي يعتمد عليها تطور الشئون الإنسانية المتداخلة. وكما ينهار سقف مبنىً شاهقٍ بسبب تجاهل القوانين الفيزيائية للكون، فكذلك انتهاك القوانين الروحية التي تحكم الكون يضر الإنسان روحياً. في هذا الرأي، تساعد الأحكام الدينية الإنسان على مواءمة حياته مع القوانين الروحية التي تحكم العالم والكون.
في الاعتقادات البهائية، غالبًا ما يتم تقديم الوصايا ليس في شكل تعليماتٍ محددةٍ لمواقف مختلفةٍ وإنما في شكل مبادئ عامة، والتي تنطبق في كثيرٍ من الحالات على الفرد كما يراه مناسبًا في حياته وفي كل موقفٍ. ولا تعلّق الأحكام البهائية على جوانب كثيرةٍ من الحياة. وفي بعض الحالات، يُذكر صراحةً أن مسألةً معينةً هي مسألة اختيارٍ فرديٍ وليس حكمًا إلهيًا. هناك أيضًا تركيزٌ عامٌ قويٌ على وعي الفرد وفهمه وعقلانيته حول كيفية تطبيق بعض الأحكام الاجتماعية البهائية والتي تُطبق حاليًا. يصرّح بهاء الله في كتاباته بأن على الأفراد تطبيق الأحكام في غاية السرور، ويجب أن تكون نابعةً من حب الإنسان لخالقه. ولا أحدٌ مسئولٌ عن الإشراف على تنفيذ الأحكام من قِبل الآخرين، فوفقًا للتعاليم البهائية، إن الفرد مسؤولٌ أمام الله فقط، وكل شخصٍ مسؤولٌ عن تحسين وتأديب سلوكه وأفعاله. ولا يوجد في البهائية رجال دينٍ أو علماء دينٍ يستطيعون إصدار أو تفسير الأحكام الإلهية. ومع ذلك، فإنه في بنية الجامعة البهائية، هناك المجالس المنتخبة، وليس الأفراد، التي تؤول إليها إدارة شئون البهائيين وتنظيمها، والتي يرأسها بيت العدل الأعظم.

## بعض الأحكام البهائية
تستند الأحكام البهائية إلى كتابات بهاء الله المكتوبة والمدوّنة، مثل الكتاب الأقدس وملحقاته، جنبًا إلى جنب مع تفسيرات عبد البهاء، وشوقي أفندي، والقوانين الموضوعة من قبل بيت العدل الأعظم. ولا يمكن بأي حالٍ من الأحوال اعتبار الحكايات الشخصية والروايات الشفوية عن حياة بهاء الله أو غيره من قدماء هذا الدين أساسًا لتقرير الأحكام.
طبقًا لهذا التوجه، قام شوقي أفندي ومن بعده بيت العدل الأعظم تدريجيًا بتعريف وتطبيق حدود وأحكام الكتاب «الأقدس»، وذلك طبقًا لنمو وبلوغ الجامعة البهائية. وفيما يلي بعض الأحكام التي وردت في الكتاب الأقدس:

### الصلاة
للصلاة مكانةٌ مركزيةٌ في البهائية وهي فرضٌ على كل بهائيٍ يصل إلى سن البلوغ، أي 15 عامًا. الصلاة اليومية هي فرضٌ يجب أن يؤديها الإنسان يوميًا. هناك ثلاث صلواتٍ (الصغرى، الوسطى، الكبرى) يحق للمرء أن يختار منها كل يومٍ. يجب أن تُؤدى الصلاة الصغرى والكبرى مرةً واحدةً في اليوم، والصلاة الوسطى ثلاث مراتٍ في اليوم. والصلاة في البهائية تُقام بصورةٍ فرديةٍ، وليس هناك صلاة جماعةٍ غير صلاة الميت.

### الدعاء والمناجاة وقراءة الآيات الإلهية
بالإضافة إلى الصلاة اليومية، يتم تشجيع البهائيين على الدعاء بانتظامٍ، سواءً في الحياة الخاصة أو عندما يجتمعون معًا. فالدعاء والمناجاة عبارةٌ عن حديثٍ شيقٍ بين العبد وخالقه.
عادةً في البهائية، لا يوجد شكلٌ محددٌ لتلاوة مثل هذه الأدعية، ولكن يُنصح بالدعاء على انفرادٍ، في حالةٍ من التبتل والخشوع، فهو أكثر نقاءً وفاعليةً. إن حالة الدعاء والمناجاة مع الخالق سبحانه وتعالى مهمةٌ للغاية، فكلما كان القلب صافيًا ومنزهًا عن شؤونات الدنيا كلما كان الحديث مع الخالق عز وجلّ أكثر لطافةً وحلاوةً. يعتبر البهائيون تلاوة الأدعية تعبيرًا عن حب الإنسان لخالقه، لا مخافةً من الله أو عقابه، ولا رجاءً في الثواب أو نعيمه. باعتقاد البهائيين، الدعاء والمناجاة مع الله يشبه الحديث مع حبيبٍ عزيزٍ، فعندما يكون الإنسان مفتونًا بحب الآخر لا يسكت أبدًا عن ذكر حبيبه. فكم هو صعبٌ إذًا على شخصٍ مفتونٍ بحب الله أن يتوقف عن ذكره. الإنسان الروحاني في البهائية هو الشخص الذي لا يجد متعةً إلا بذكر الله سبحانه وتعالى.
يعتقد البهائيون بأن تلاوة الأدعية والتأمل في آيات الله يمكن أن يخلق سرورًا حقيقيًا لدى الإنسان، لذا يجتمع البهائيون مع بعضهم وأصدقائهم لقراءة الأدعية والآيات الإلهية باستمرار، حيث تضفي هذه الاجتماعات حسًا مرهفًا بالروحانية والمحبة، وتسمو بالروح، وتخلق السكينة والطمأنينة، وتبث روح الأمل والرغبة المشتركة من أجل الارتقاء بالحياة الروحية في المجتمع. ووفقًا للبهائية، فإن الدعاء والمناجاة هي الآيات التي أُنزلت على الأنبياء والمرسلين مثل موسى، وعيسى، وكريشنا، وبوذا، وإبراهيم، ومحمد، وباب، وبهاء الله، عن طريق الوحي الإلهي.
من الفرائض الدينية الأخرى للبهائيين قراءة آثار بهاء الله في كل صباحٍ ومساءٍ والتأمل في معانيها، وكذلك ترديد ذكر «الله أبهى» 95 مرةً في اليوم.

### الصيام
نصّ بهاء الله في الكتاب «الأقدس» بأن الصيام فرضٌ على كل بهائيٍ من سن 15 وحتى سن الكبر، وهو 70 عامًا. ففي كل عامٍ يصوم البهائيون حول العالم خلال الشهر الأخير (شهر العلاء) من التقويم البهائي (عادةً من 2 إلى 21 مارس). والصوم في البهائية هو الامتناع عن الأكل والشرب والألفاظ الرديئة وكل ما يتكدر به الإنسان، وكف النفس عن الرغبات والميول الدنيوية، من طلوع الشمس وحتى غروبها. هناك إعفاءات من الصوم للمرضى، والنساء أثناء الحيض، والحوامل، والرضّع، والأشخاص الذين يعملون في وظائف شاقة، وكذلك المسافرين.
فترة الصوم هي فترة التذكير بأهمية التضرع والتأمل والتقرب إلى الله، حيث يمتنع المرء عن الرغبات الجسمانية والنفسية ويسعى إلى توجيه حياته بطريقةٍ تعيد إحياء القوى الروحانية الداخلية له. وتهدف فترة الصوم إلى تنمية الصفات الروحانية وتزكية الفكر والروح.
يعتبر الصيام في البهائية واجبٌ فرديً ومسؤوليةٌ روحانيةٌ للمرء، ولا يحق للمؤسسات البهائية أو لأي شخصٍ الإشراف على التقيّد بها وتنفيذها.

### الزواج
تؤكد التعاليم البهائية على أهمية الزواج والحياة الأسرية لكلٍ من الفرد والمجتمع. حيث يتم التشجيع على الزواج، ولكنه ليس أمرًا إلزاميًا. في البهائية، يكون الزواج ارتباطًا روحيًا بالإضافة إلى الارتباط الجسماني. إن الزواج في البهائية هو اتحادٌ بين الرجل والمرأة، والغرض الأساسي منه هو تنمية الروح وخلق الانسجام والوحدة بين الشريكين. والزواج الحقيقي هو علاقةٌ جسديةٌ وروحيةٌ معًا تستمر طوال فترة الزواج وفي جميع العوالم الإلهية.
من شروط الزواج في البهائية هو أن يكون كلا الشخصين قد بلغا سن البلوغ، أي 15 عامًا. ولا يمكن أن تتم الخطوبة قبل هذا العمر. ويجب أن يخضع الزواج البهائي إلى موافقة الطرفين الذين ينويان الزواج، وكذلك أولياء أمورهم. وتعد موافقة الوالدين مطلوبةً للحفاظ على الروابط الأسرية ومنع أي خلافاتٍ عائليةٍ مستقبلًا. تسمح الأحكام البهائية بالزواج من زوجٍ/ زوجةٍ واحدٍ فقط في آنٍ واحدٍ، كما أنها لا تسمح بالزواج المؤقت.
من ضمن الأحكام البهائية أنه عندما يسافر أحد الزوجين، يجب تحديد وقتٍ للرجوع، وإن لم يعد الشخص في الوقت المحدد دون الإعلام بذلك، على الزوج/ الزوجة الانتظار لمدة عامٍ، وإن لم يصل أي خبرٍ عن الزوج/ الزوجة في تلك الفترة، فحينها يمكن للزوج/ الزوجة الاستمرار في الانتظار أو الزواج من شخصٍ آخر.

### الطلاق
الطلاق مسموحٌ به بموجب الأحكام البهائية، ولكنه مكروهٌ. يعتبر البهائيون الزواج ارتباطًا مقدسًا، ولا يجب فسخه إلا في ظروفٍ حادةٍ، وعندما لا يكون هناك خيارٌ آخرٌ، وبشرط أن يعم الإحساس بالكراهية أحد الطرفين.
بعد قرار الانفصال، يجب على الزوجين الانتظار لمدة عامٍ حتى يتم الانتهاء من الطلاق شرعيًا. وتسمى هذه الفترة بسنة الاصطبار. خلال هذه الفترة، يعيش الزوجان منفصلان. وإن حدث هناك مودةٌ ومصالحةٌ بين الزوجين في أي وقتٍ خلال هذا العام، وقرروا فيه العيش معًا، يتم إلغاء سنة الاصطبار ويمكنهما العودة للعيش معًا. وإلا فإنه في نهاية السنة يصبح الطلاق نهائيًا، وبعد ذلك يمكن للرجل والمرأة الزواج بآخرٍ، إذا رغبوا في ذلك. وفي تلك الفترة يعمل المحفل الروحاني المحلي للتوصل إلى اتفاقٍ ثنائيٍ بين الزوجين بشأن الترتيبات المالية.

### الدفن
حسب الأحكام البهائية، يتم دفن جثمان الموتى باحترامٍ تكريمًا للجسد الذي تشرّف يومًا بتجلي الروح الإنسانية الخالدة عليه. هناك صلاة الجنازة الخاصة والتي تُصلّى بصورةٍ جماعيةٍ على الميت. تنص الأحكام على أن مكان دفن الميت لا ينبغي أن يكون أكثر من ساعةٍ من مكان وقوع الوفاة. ويتم الدفن في البهائية بغسل الجثة، وكفنها بثوبٍ من القطن أو الحرير، وينص بهاء الله في الكتاب الأقدس بأنه يجب أن يوضع خاتمٌ على إصبع الميت وعليه آية «قد بُدئت من الله ورجعت إليه منقطعًا عمّا سواه ومتمسّكًا باسمه الرّحمن الرّحيم». ويوضع الجثمان في تابوتٍ من البلور أو الخشب الصلب اللطيف أو الأحجار الممتنعة، ووجه الميت في مواجهة القبلة (مكان دفن بهاء الله)، ثم يُدفن في الأرض.

### الطهارة والنظافة
يصرّح بهاء الله بخصوص طهارة الأشياء ونظافتها بأنه يمكن غسل وتنظيف أي شيءٍ متسخٍ بالماء، شرط أن يكون الماء لم تتغير حالاته الثلاثة وهي لونه ورائحته وطعمه. وبهذه الطريقة يزول حكم النجاسة عن كل شيءٍ.
هناك أيضًا في البهائية أحكامٌ تتعلق بأهمية مراعاة النظافة الشخصية، على سبيل المثال، التأكيد على الاستحمام، وغسل القدمين، وتقليم الأظافر، واستخدام ماء الورد والعطور، وحظر دخول خزينة المياه التي كانت تستخدم قديمًا لدى بعض شعوب العالم، حيث يتم التأكيد على استخدام الماء النقي الصافي في جميع الأمور.

### التعايش مع جميع شعوب العالم بالروح والريحان
تؤكد الأحكام والتعاليم البهائية على الصدق المطلق والإخلاص في الارتباط مع جميع شعوب العالم. ويحرم أي شيء يؤدي إلى الكراهية والتفرقة والحرب، وبدلاً منه يتم التأكيد على السلام والمحبة والوحدة، ويشجع على التعامل مع جميع الأديان بالروح والريحان، كما يتم التأكيد على ضرورة التعايش السلمي والتسامح الديني في جميع المجتمعات، وإدانة الكراهية الدينية والتطرف.

### جوانب الحياة الشخصية
وفقًا للأحكام البهائية، يُحظر على البهائيين شرب الكحول وتعاطي المخدرات (ما لم يصفه الطبيب) لأن هذه المواد تضعف وظائف العقل وتضر بالجسم، وفي حالة السكر تكاد تنعدم القوى الفكرية التي منحها الله للإنسان. كما أن استخدام العقاقير مثل الحشيش والأفيون محظورٌ تمامًا ومحرمٌ، لأنها تضر بالعقل والجسد معًا. وعندما يكون المرء تحت تأثيرها، لا يستطيع اتخاذ قراراتٍ أخلاقيةً صائبةً. أما استخدام الدخانيات فإنه ليس محرمًا، ولكنه مكروهٌ.
ترى البهائية الاتصال الجنسي جزءًا طبيعيًا من حياة الإنسان، ولا يقمع الغرائز والرغبات الجنسية، ولكنه يجد طريقةً شرعيةً وصحيحةً للتعبير عنها، وهو الزواج فقط. ويعتبر الزواج الطبيعي هو الزواج بين الذكر والأنثى.
لا يوجد في البهائية نوعٌ محددٌ من اللباس، ويُنصح فقط بمراعاة الاعتدال والتواضع والنظافة في اللبس، للذكر والأنثى على حدٍ سواءٍ.

### العفة والتقديس في جميع الأمور
في الأحكام البهائية، تعد العفة والتنزيه والتقديس من الأمور التي تم التأكيد عليها في جميع جوانب الحياة، وهي أفضل من مئات آلاف السنين من العبادة. فيجب مراعاة العفة والتنزيه في العلاقات بين الأفراد، وفي المعاملات اليومية سواءً المالية أو الاجتماعية، وكذلك في اللبس، والأكل والشرب، وفي الكلام، وفي كل ما يقضي المرء وقته فيه، وحتى فيما يراه وفيما يفكر فيه.

### مشرق الأذكار – دار العبادة البهائي
يرشد بهاء الله، شارع الدين البهائي، أتباعه إلى أنه يجب تشييد مبنىً في كل مدينةٍ بأفضل ما في الإمكان باسم مالك الأديان، ليتم فيه ذكر الرحمن بالروح والريحان. كما حرمت التعاليم البهائية وضع صورٍ أو تماثيل في مشرق الأذكار. ولا يقتصر مشرق الأذكار على البهائيين فحسب، حيث يمكن لأي شخصٍ لديه أية عقيدةٍ أن يصلي لخالقه ويدعو بارئه بأي طريقةٍ يريدها ويؤمن بها. تعدّ دار العبادة البهائي في أي مدينةٍ، مكانًا للعبادة يفتح أبوابه لجميع السكّان، من أيّ دينٍ أو خلفيّةٍ أو عرقٍ أو جنسٍ، فهو يرحّب بالرّجال والنّساء، والشّيب والشّباب والأطفال على السّواء، ويشكّل ملاذًا مناسبًا للتّأمّل والتّعمّق الرّوحانيّ الفرديّ. يعتبر البهائيون دار العبادة سببًا لألفة القلوب واجتماع النفوس ومكانًا لتحقيق وحدة العالم الإنساني.

### إطاعة الحكومة واجبةٌ في كل الأمور إلا فيما يخالف العقيدة
من ضمن الأحكام البهائية إطاعة الحكومة فيما لا يخالف العقيدة والتعاليم البهائية. فالبهائيون في أي مكانٍ يسكنون، ومهما كانت طبيعة الحكومة التي تحكم البلاد، يطيعون القوانين المسنونة، ويتمنّون الخير لعامة النّاس، أوفياء لحكوماتهم، ناشطون في العمل مع الآخرين من أجل إصلاح المجتمعات التي يعيشون فيها، مجتنبين الاشتراك في السّياسة الحزبية. ووفقًا للأحكام البهائية، يسعى البهائيون لإيجاد الوحدة أينما كان الخلاف، ويهدفون إلى تيسير عملية تمكين الجميع – الأفراد والمجتمعات والمؤسسات – لكي يصبحوا أنصارًا لعملية التنمية.

### عدم التدخل في الأمور السياسية أو الانضمام إلى الأحزاب
يعتقد البهائيون بأن التحيزات وسوء الفهم التي تجعل مجموعةً من الناس تعتقد بأنها متفوقةٌ على الآخرين تسبب العديد من المشاكل. في اعتقادهم، لا توجد جماعةٌ عرقيةٌ أو ثقافيةٌ أو سياسيةٌ أو دينيةٌ أفضل من غيرها، فكل البشر خُلقوا شرفاء والجميع متساوون عند الله. من هذا المنطلق يرى البهائيون بأن التدخل في الأمور السياسية والانضمام للأحزاب المختلفة تتنافى مع مبدأ وحدة الجنس البشري، والتي تعد إحدى أهم تعاليم بهاء الله، والتي عليه تتمحور التعاليم الأخرى.
ينصّ بهاء الله بأنه ليس الفخر لمن يحب وطنه وأبناء وطنه فحسب، بل لمن يحب كل الناس في العالم. وحب جميع الناس لا يتعارض مع حب الإنسان لبلده، فحب الوطن فطريٌ، ولكن حب جميع الناس باختلافاتهم الظاهرية يحتاج إلى تربيةٍ ومجهودٍ. وفقًا للأحكام البهائية، فإن البهائيين ضد القومية المتطرفة والحزبية وما يرتبط بها من تحيزاتٍ عنيفةٍ، وضد كل ما يتعارض مع مبدأ الوحدة والألفة والاتحاد بين أبناء الجنس الواحد.

### ضرورة المشورة
من ضمن الاعتقادات البهائية وعوامل بناء المجتمع هو اتخاذ القرار الجماعي في عمليةٍ يطلق عليها «المشورة». فالمشورة البهائية في الأساس تتطلب تبادل الرأي الصحيح بكل محبةٍ وأخوةٍ بين أفراد المجموعة الواحدة بهدف الوصول إلى الحقيقة عن طريق المناقشة الودية والوصول إلى رأيٍ جماعيٍ مشتركٍ. تمَّ التركيز على المشورة أيضًا في مجال حياة العائلة وبالأخص فيما يتعلق بالعلاقات بين الزوجين. وكذلك في الأمور الشخصية، يشجع البهائيون على المشورة مع أصحاب التجربة والحكمة عندما تسمح لهم الظروف.

### أحكامٌ أخرى
ومن ضمن المحرمات في البهائية الكذب، والغيبة والافتراء، والنزاع والجدال، والقمار، والزنا، والقتل العمد، والقصاص.
وهناك أيضًا أحكامٌ وردت في الكتاب الأقدس تتعلق بتقسيم الإرث، وتعليم الأطفال، والحج، وكتابة الوصية، وصيد الحيوانات، والعادات الخاصة بتناول الطعام، وغيرها من الأحكام والحدود.